# Piz Nair (Albula)
Der Piz Nair (nair stammt vom lateinischen niger und steht im rätoromanischen für ‚schwarz‘ und wird im Puter als „Piz När“ ausgesprochen) ist ein 3055 m ü. M. hoher Berg im Kanton Graubünden (Schweiz). Der Gipfel wird oft als Hausberg von St. Moritz (1822 m) bezeichnet und ist ein beliebter Aussichtsberg. Er ist sowohl während der Winter- als auch während der Sommersaison durch eine Luftseilbahn erschlossen.

## Lage und Umgebung
Der Piz Nair ist ein guter Ausgangspunkt für die umliegenden Übergänge und Gipfel und bietet eine schöne Aussicht auf die Engadiner Seenlandschaft. Auf dem Gipfel treffen die Gemeindegrenzen von St. Moritz und Celerina aufeinander.
Der Piz Nair gehört zur Gruppe des Piz Ot und ist Teil der Albula-Alpen. Das Gebiet ist durch ein dichtes Wandernetz erschlossen. Dem Kletterer und Bergwanderer bietet die Region geologisch viel Abwechslung: Einerseits die harten und klüftigen Granitfelsen der bizarren Felsstöcke von Piz Corviglia (3059 m), Piz Saluver (3160 m) und Piz Ot (3247 m); anderseits die hellen brüchigen Dolomite und Kalke des Piz Padella (2855 m) und der Trais Fluors; schliesslich die bröckelige Pyramide des Piz Nair. Der Piz Nair und sein östlicher Vorgipfel sind aus dem jüngsten Gestein der Gegend, aus der bunten «Saluver-Brekzie» aufgebaut.
Zu seinen Nachbargipfeln gehören der Piz Ot (3247 m), der Piz Saluver (3160 m), der Piz Corviglia (3059 m), der Piz Grisch (3098 m), der Piz Bever (3229 m), der Piz Suvretta (3143 m), der Corn Suvretta (3071 m), der Piz Julier (3380 m) und der Piz Albana (3098 m). In unmittelbarer Nähe des Piz Nair befinden sich die Bergseen Lej Suvretta (2602 m), Lej da la Pêsch (2750 m) und Lej Alv (2532 m). Im Nordwesten und Südwesten wird der Piz Nair von zwei Alpen, der Suvretta da Samedan und der Suvretta da San Murezzan, eingefasst. Dazwischen liegt der Pass Suvretta (2613 m). Die Talsenke zwischen Piz Nair und Piz Suvretta ist ein bequemer Übergang von St. Moritz/Champfèr (1825 m) in das Val Bever.
Der am weitesten entfernte sichtbare Punkt vom Piz Nair ist das Matterhorn (4478 m) in den Walliser Alpen. Es ist 174 km in westlicher Richtung entfernt.

## Erschliessung

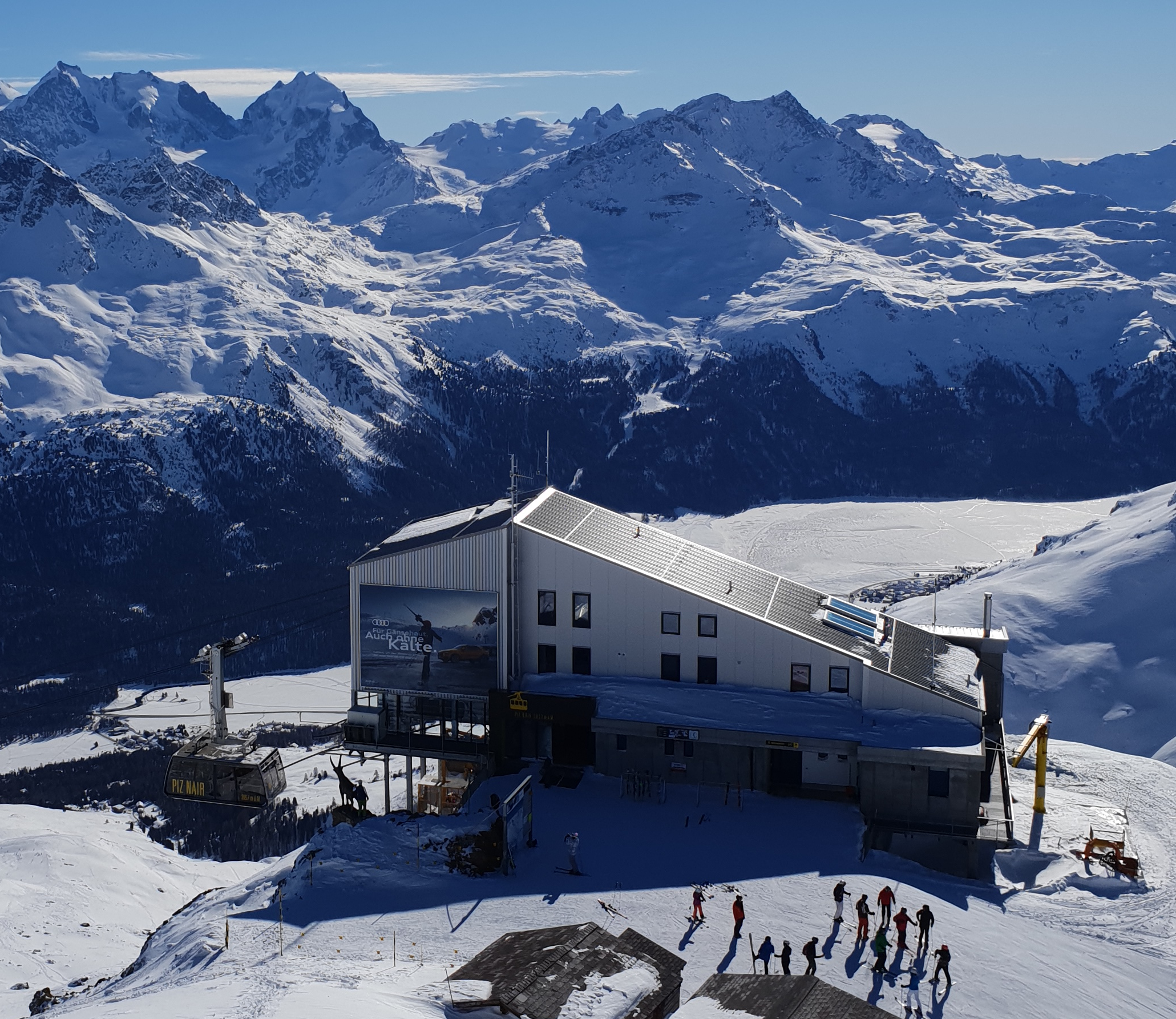
Bergstation der Seilbahn Corviglia-Piz Nair

Der Piz Nair stellt auf 3030 m ü. M. die höchste Bergstation des Skigebiets Corviglia. Nach dem Piz Corvatsch (3451 m) ist er der zweithöchste erschlossene Berg im Engadin. Von St. Moritz aus führt eine Standseilbahn über Chantarella nach Corviglia (2488 m). Von Celerina aus ist Corviglia mittels Luftseilbahn und Sesselbahn zu erreichen. Von Corviglia aus führt während der Winter- und der Sommersaison eine Luftseilbahn auf den Piz Nair, der seit 1955 erschlossen ist. Die aktuelle Anlage des Typs 100-LPB des Herstellers Garaventa ist seit 2002 in Betrieb. An die Bergstation angeschlossen befindet sich ein Panorama-Restaurant, das sowohl im Winter als auch im Sommer geöffnet ist.
Akademisches Projekt
Im Wintersemester 1998 stellte Gastdozent Valerio Olgiati zusammen mit der AG Corviglia Piz Nair Bahn an der ETH Zürich die Aufgabe der Planung einer neuen Bergstation inklusive Restaurant. Studierende waren u. a. Raphael Zuber, Tamara Bonzi und Helena Brobäck. Assistenten von Olgiati waren Daniel Bosshard, Patrick Gartmann und Mark van Kleef. Gastkritiker waren Helmut Federle und Christian Kerez. Jürg Ragettli hielt einen Vortrag über Technik und Landschaft.

## Alpiner Skirennsport
Bislang zweimal fanden in der Schweiz Olympische Winterspiele statt: 1928 und 1948, jeweils in St. Moritz. Anlässlich der Austragung 1948 wurden die alpinen Ski-Wettbewerbe im Skigebiet Corviglia ausgetragen, der Start der Männer-Abfahrt erfolgte am Piz Nair in einer Höhe von 2700 m ü. M.
Bereits fünfmal war St. Moritz Gastgeber von Alpinen Skiweltmeisterschaften. Anlässlich der Weltmeisterschaften 2003 entwarf der ehemalige Schweizer Skirennfahrer und spätere Pistenbauer Bernhard Russi die Piste Corviglia. Auf dieser Strecke wurden die Speed-Disziplinen der Männer ausgetragen. Der Start erfolgte östlich des Piz Nair unmittelbar unterhalb des Piz Nair Pitschen (2876 m) auf 2840 m ü. M. Der 150 m lange Starthang weist ein Gefälle von 45 Grad auf und gilt als längster und steilster Startabschnitt im Skirennsport. Die Fahrer beschleunigen innerhalb von sechs Sekunden von 0 auf 140 km/h.

## Routen zum Gipfel

### Sommerrouten

#### Von St. Moritz
- Ausgangspunkt: St. Moritz (1822 m)
- Via: Alp Giop, Corviglia (2488 m), Munt da San Murezzan (2686 m)
- Zeitaufwand: 3 Stunden
- Bemerkung: Bis zur Bergstation unterhalb des Gipfels als Wanderweg weiss-rot-weiss markiert
- Alternative: von Alp Giop (2263 m) direkt nach Munt da San Murezzan (2686 m)

#### Vom Pass Suvretta
- Ausgangspunkt: St. Moritz (1822 m), Champfèr (1825 m), Spinas (1815 m), Chamanna Jenatsch (2653 m) oder Silvaplana (1815 m)
- Via: Pass Suvretta (2613 m)
- Zeitaufwand: 4 Stunden von Champfèr oder Chamanna Jenatsch, 4½ Stunden von St. Moritz, 4¾ Stunden von Spinas, 5 Stunden von Silvaplana
- Bemerkung: Bis zur Bergstation unterhalb des Gipfels als Wanderweg weiss-rot-weiss markiert
- Alternative: ab Pass Suvretta über die Fuorcla Schlattain (2872 m) zum Gipfel

#### Über die Fuorcla Schlattain
- Ausgangspunkt: St. Moritz (1822 m), Champfèr (1825 m), Spinas (1815 m), Chamanna Jenatsch (2653 m), Silvaplana (1815 m) oder Celerina (1730 m)
- Via: Fuorcla Schlattain (2872 m)
- Zeitaufwand: 4 Stunden von Champfèr, St. Moritz oder der Chamanna Jenatsch, 4¾ Stunden von Spinas, 4¾ Stunden von Celerina, 5 Stunden von Silvaplana
- Bemerkung: Bis zur Bergstation unterhalb des Gipfels als Wanderweg weiss-rot-weiss markiert

## Galerie

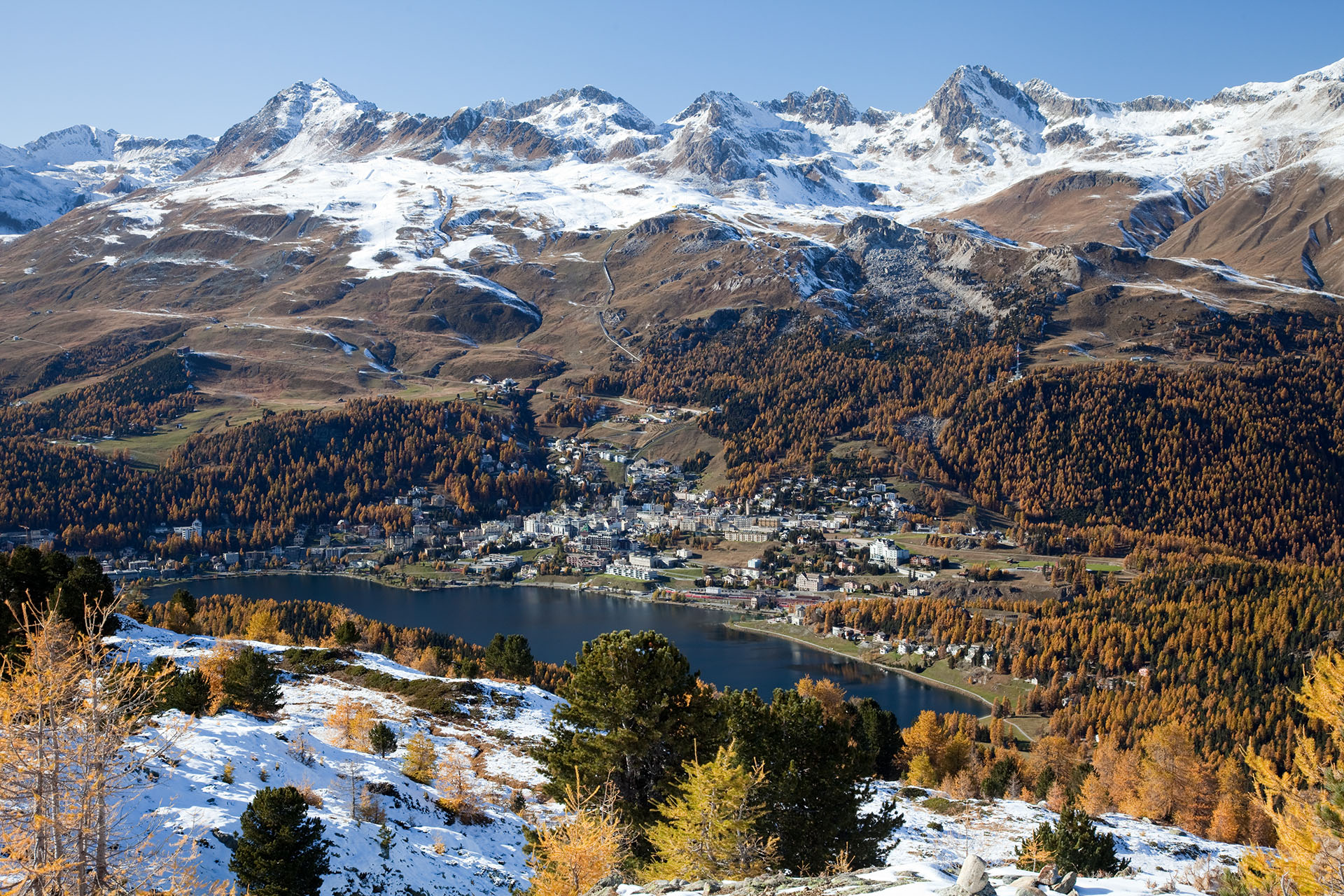
Blick auf St. Moritz, den St. Moritzersee und das Skigebiet Corviglia (links Piz Nair) von Muottas da Schlarigna
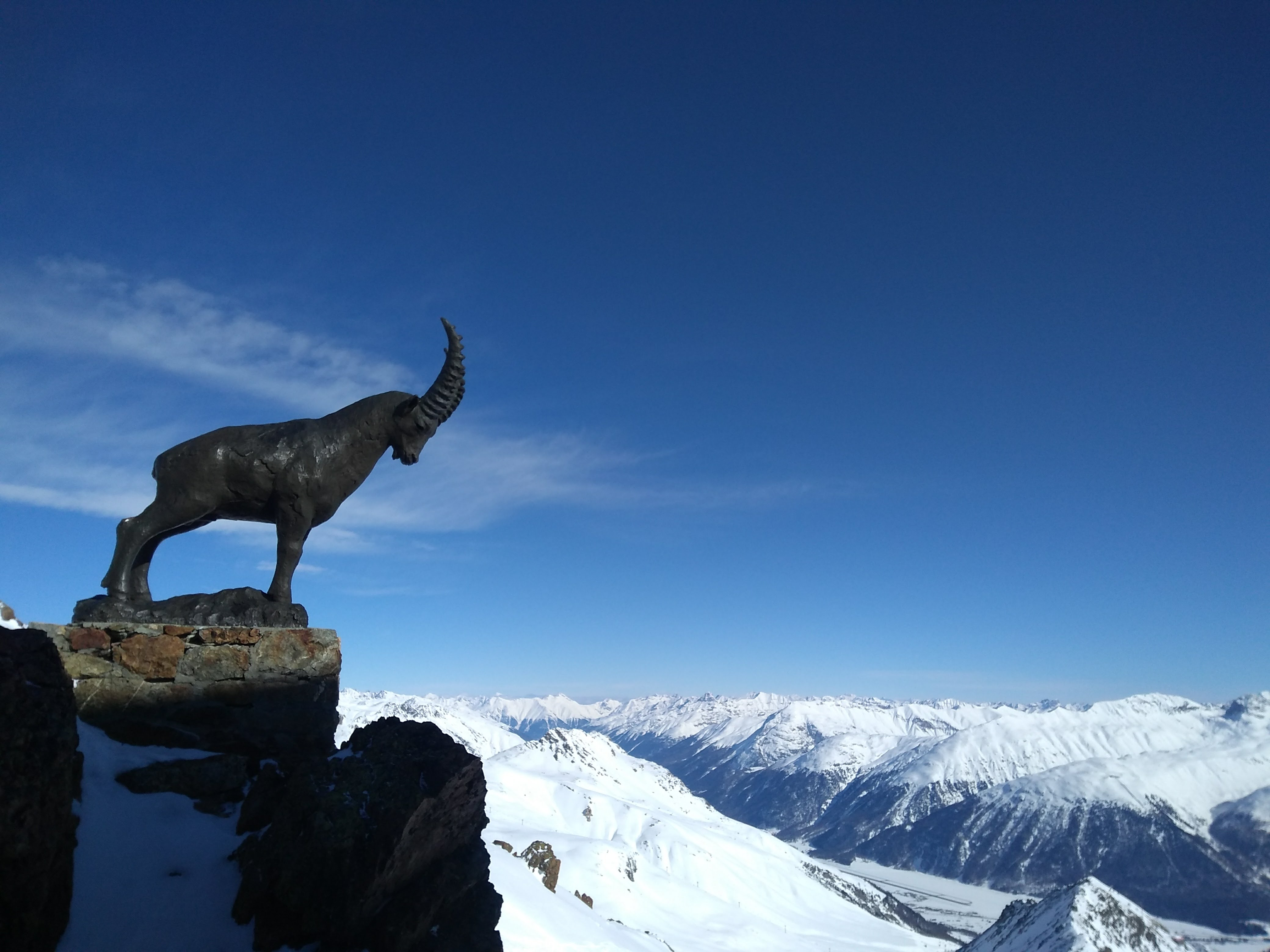
Der Steinbock Guardiaun Grischun unmittelbar bei der Bergstation des Piz Nair
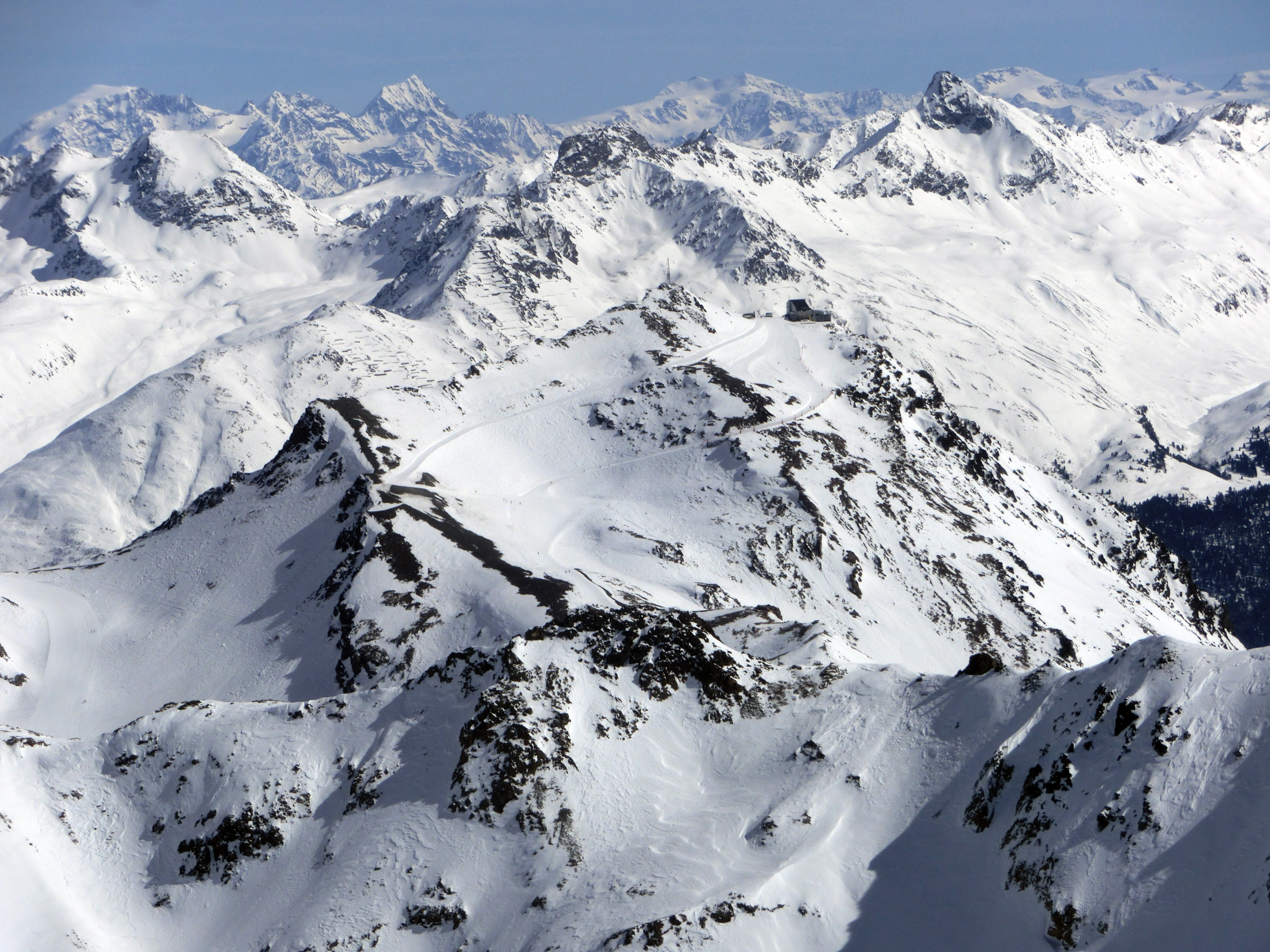
Bergstation Piz Nair, aufgenommen vom Piz Surgonda
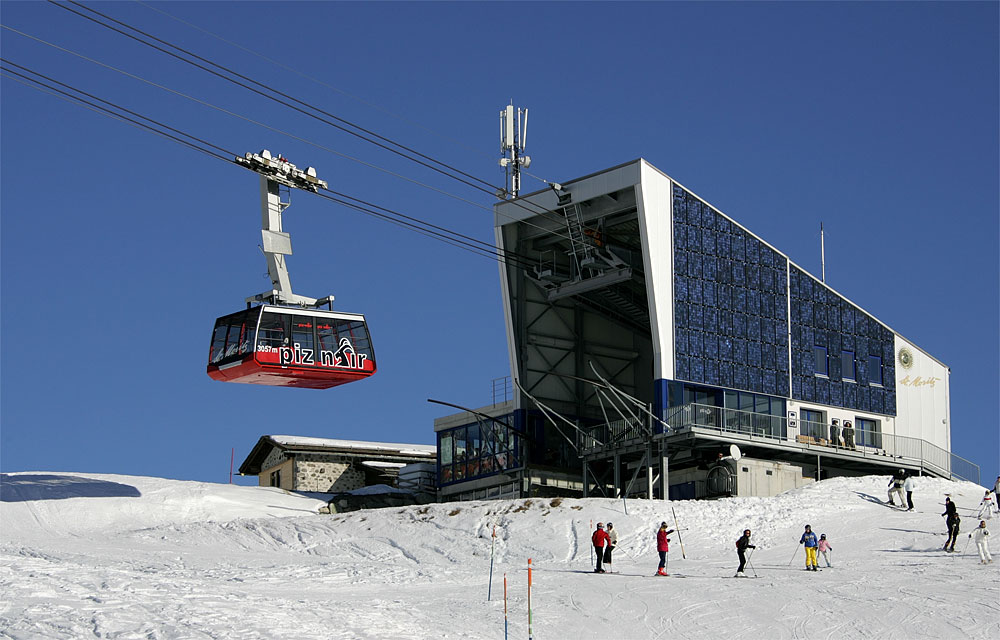
Talstation der Seilbahn Corviglia-Piz Nair

## Quelle
1. 1 2  Höhe gemäß SwissTopo (Karten der Schweiz)
2. ↑  Andrea Schorta: Wie der Berg zu seinem Namen kam. Kleines Rätisches Namenbuch mit zweieinhalbtausend geographischen Namen Graubündens. Terra Grischuna Verlag, Chur und Bottmingen/Basel 1988, ISBN 3-7298-1047-2, S. 108.
3. ↑  Eugen Wenzel, Paul Gross: Clubführer, Bündner Alpen. Albula. 2. Auflage. Band VI. Verlag des SAC, 1980, ISBN 3-85902-012-9, S. 54–55.
4. ↑  Eugen Wenzel, Paul Gross: Clubführer, Bündner Alpen. Albula. 2. Auflage. Band VI. Verlag des SAC, 1980, ISBN 3-85902-012-9, S. 16–17.
5. ↑  Berechnetes 360°-Panorama (U. Deuschle; Hinweise) vom Piz Nair
6. ↑  mountains.ch Website Engadin St. Moritz Mountains. Abgerufen am 24. April 2020.
7. ↑  bergbahnen.org Seilbahnen in Deutschland und der Schweiz. Abgerufen am 27. April 2020.
8. ↑  Bergstation Piz Nair, St. Moritz. Wintersemester 1998/99 bei Valerio Olgiati. ETH Zürich, Abteilung für Architektur, Zürich 1999
9. ↑  https://www.skiweltcup-stmoritz.ch/. Abgerufen am 24. April 2020.